# Charles Bernier
Pour les articles homonymes, voir Bernier.
Charles Bernier (1864 à Saint-Jean-Port-Joli - 1930 à Montréal) est un homme de sciences (architecte et entrepreneur).

## Biographie
De 1894 à 1925, Bernier conçoit au-delà de 200 édifices tant à Montréal qu’à Terrebonne, notamment l'académie des Saints-Anges, l'académie Sainte-Famille, l'académie Guay, l'académie Proulx, l'académie Marie-Immaculée et l'école de Lorimier. Il est également l'architecte en chef du manoir Globensky lors de sa reconstruction en 1902.

Quelques réalisations de Charles Bernier
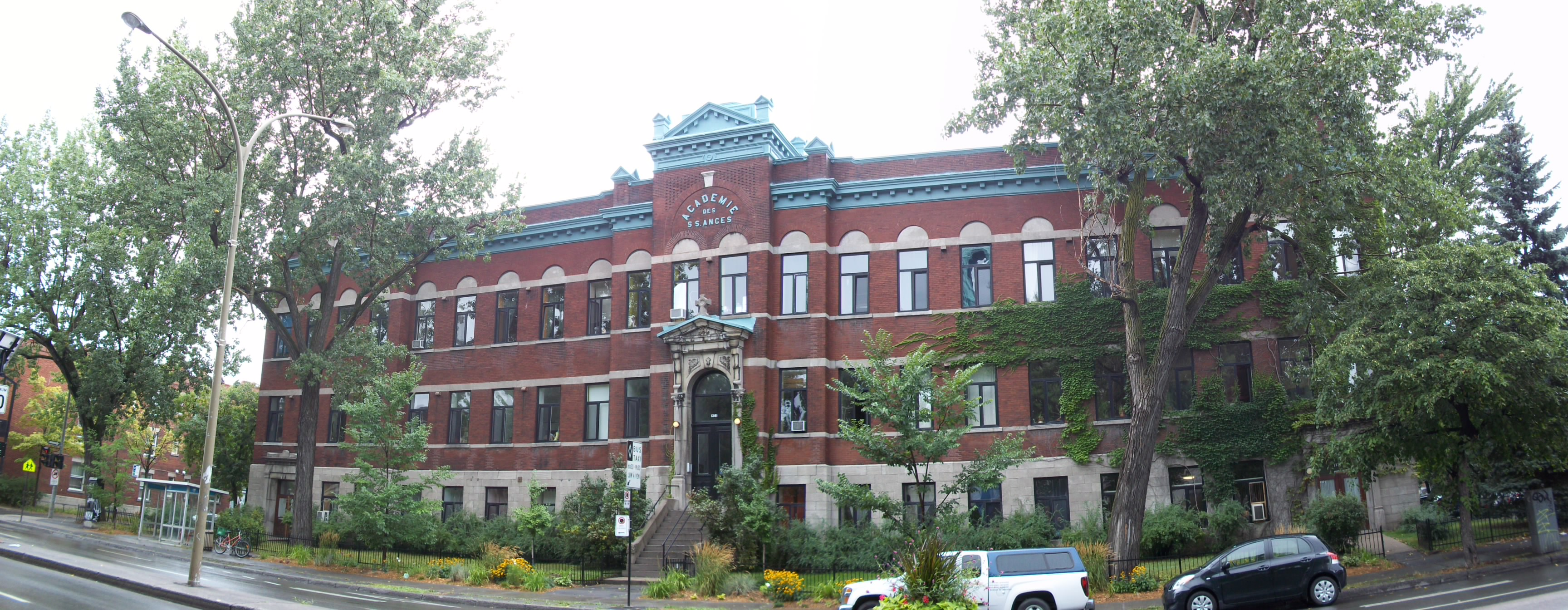
L'Académie des Saints-Anges, construire en 1908-1909
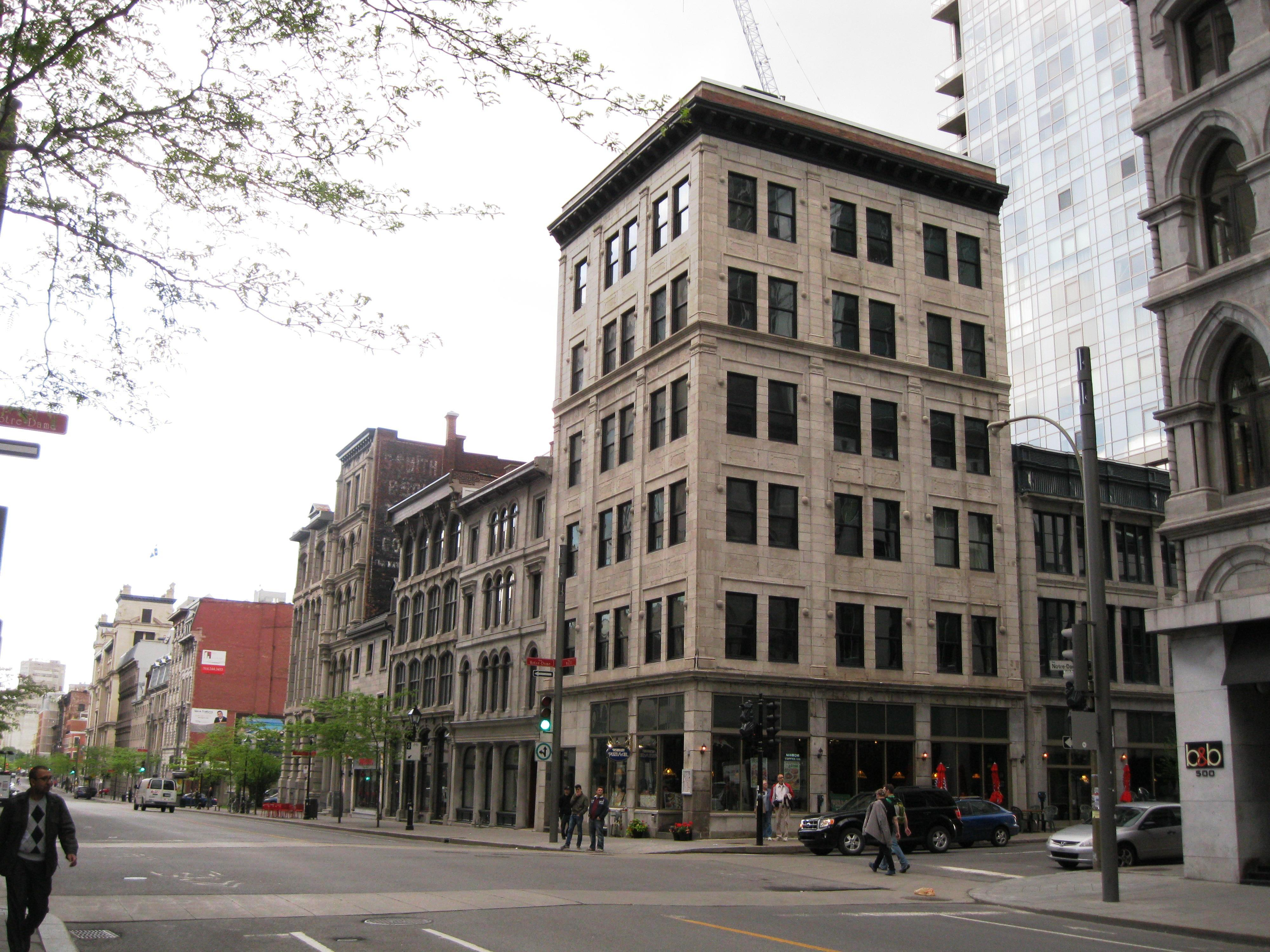
Immeuble Joseph-Ulric-Cartier, construit en 1911-1912
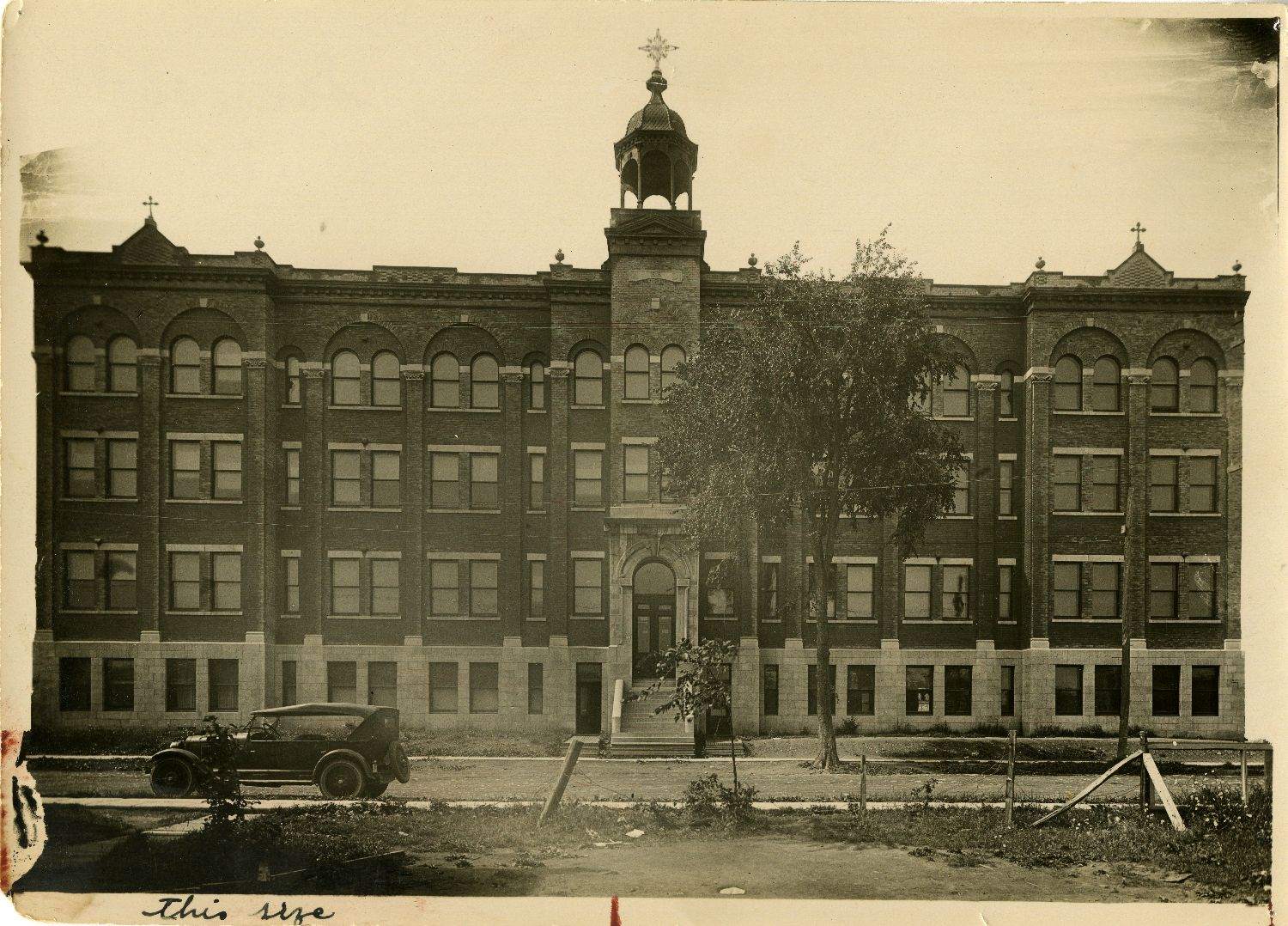
L'Académie Guay, construite en 1912-1913
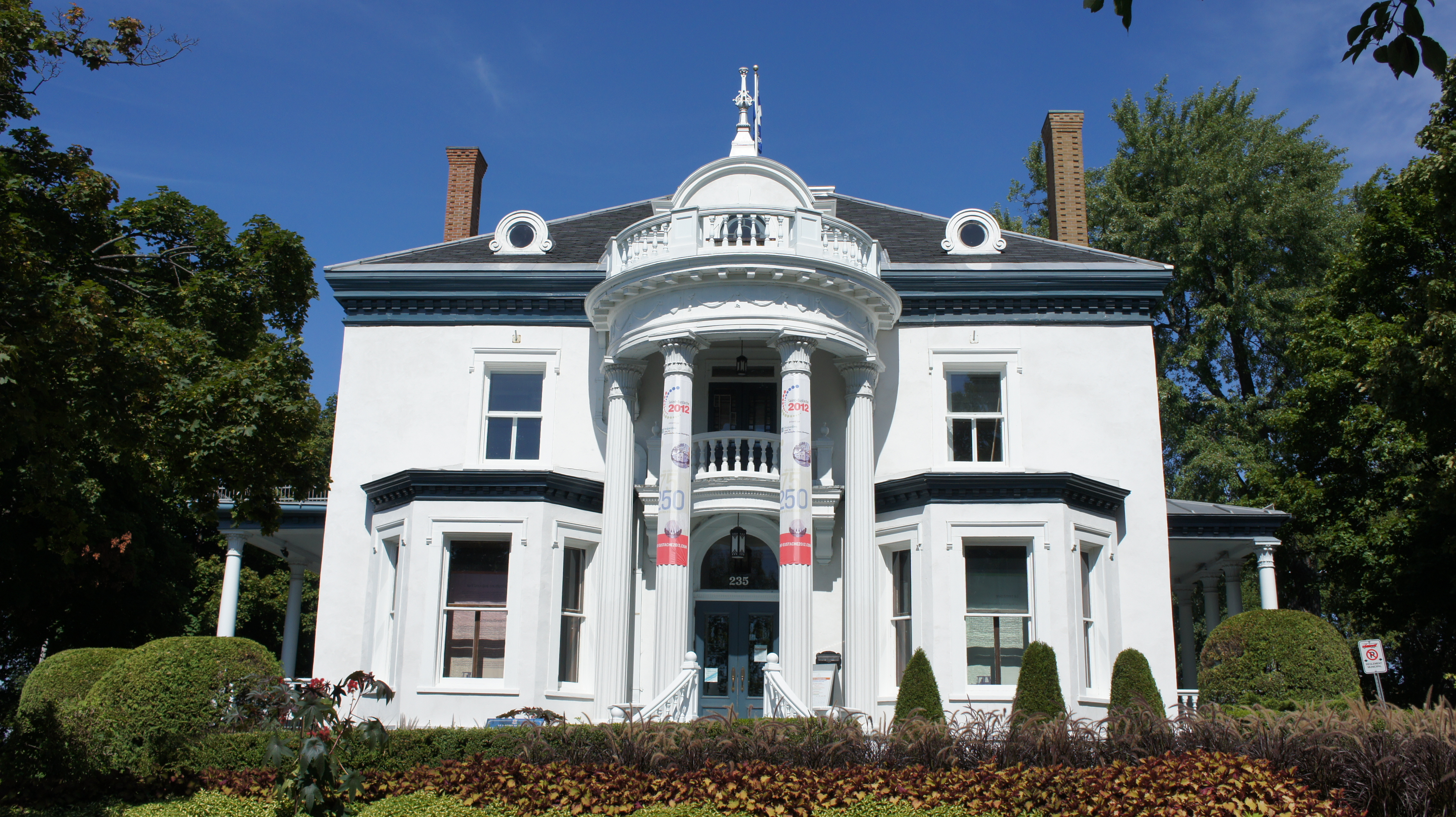
Manoir Globensky, reconstruit en 1902 par Charles Bernier